# 흥양 조씨
흥양 조씨(興陽趙氏)는 전라남도 고흥군을 본관으로 하는 한국의 성씨이다. 시조는 조선에서 온양군수를 지낸 조윤서(趙允瑞)이다.

## 참고 자료
- “흥양조씨(興陽趙氏)”. 뿌리를 찾아서.[깨진 링크(과거 내용 찾기)]